# Внутрішня політика
Внутрішня політика — політика, що проводиться в межах держави. Охоплює економіку, політичні партії, вибори президента і парламенту.
Внутрішня політика направлена на забезпечення прав і свобод громадян, соціальний захист населення, розвиток гуманітарної сфери, декриміналізацію економіки, реалізацію заходів щодо зміцнення обороноздатності і національної безпеки, охорони громадського порядку, боротьби із злочинністю тощо.
За Конституцією України внутрішня політика покладена на Кабінет Міністрів України. Засади внутрішньої політики викладені у Конституції України, законах України, відповідають міжнародним угодам України.